# Stoková síť

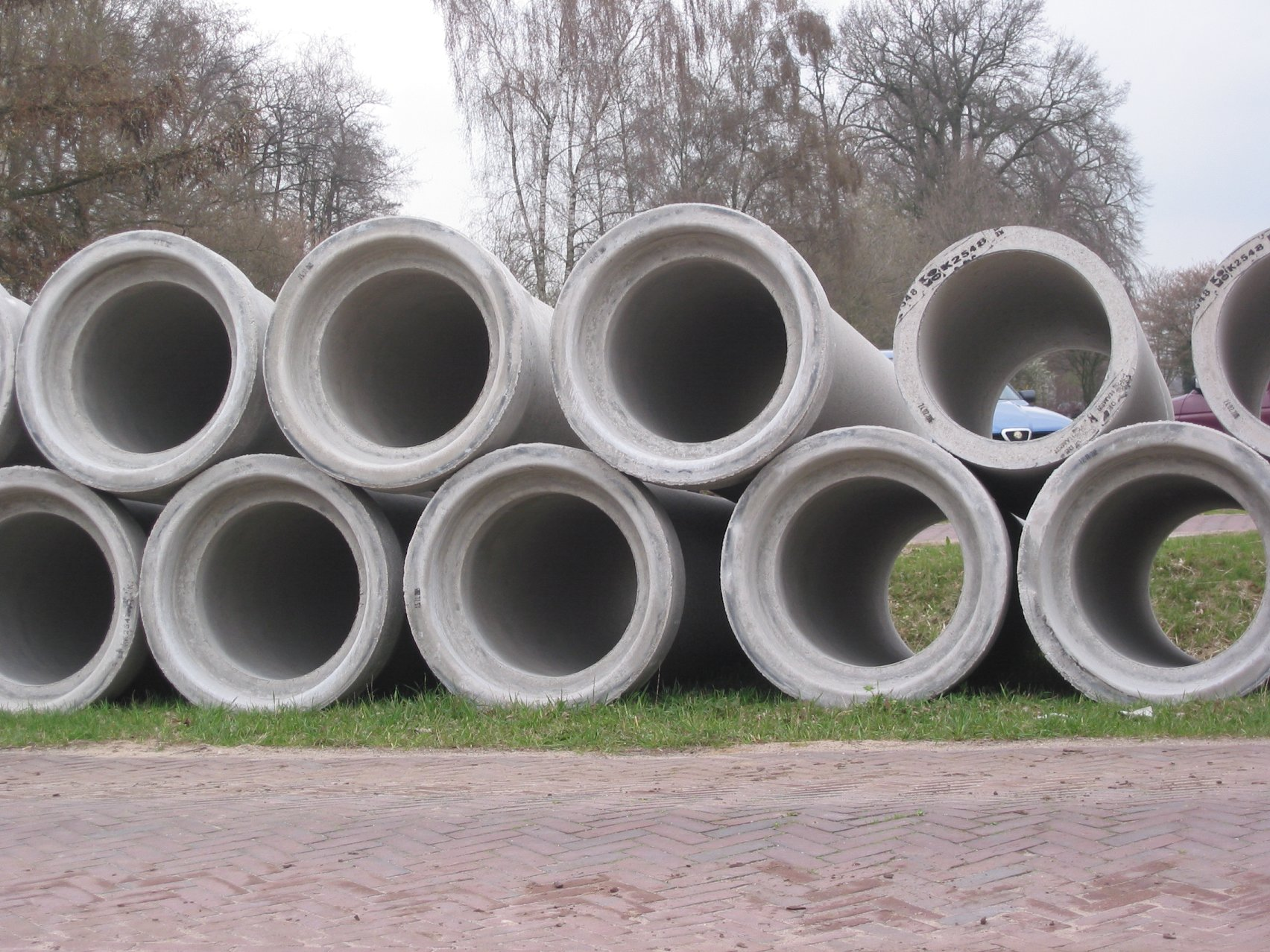
Betonové roury pro stavbu stok

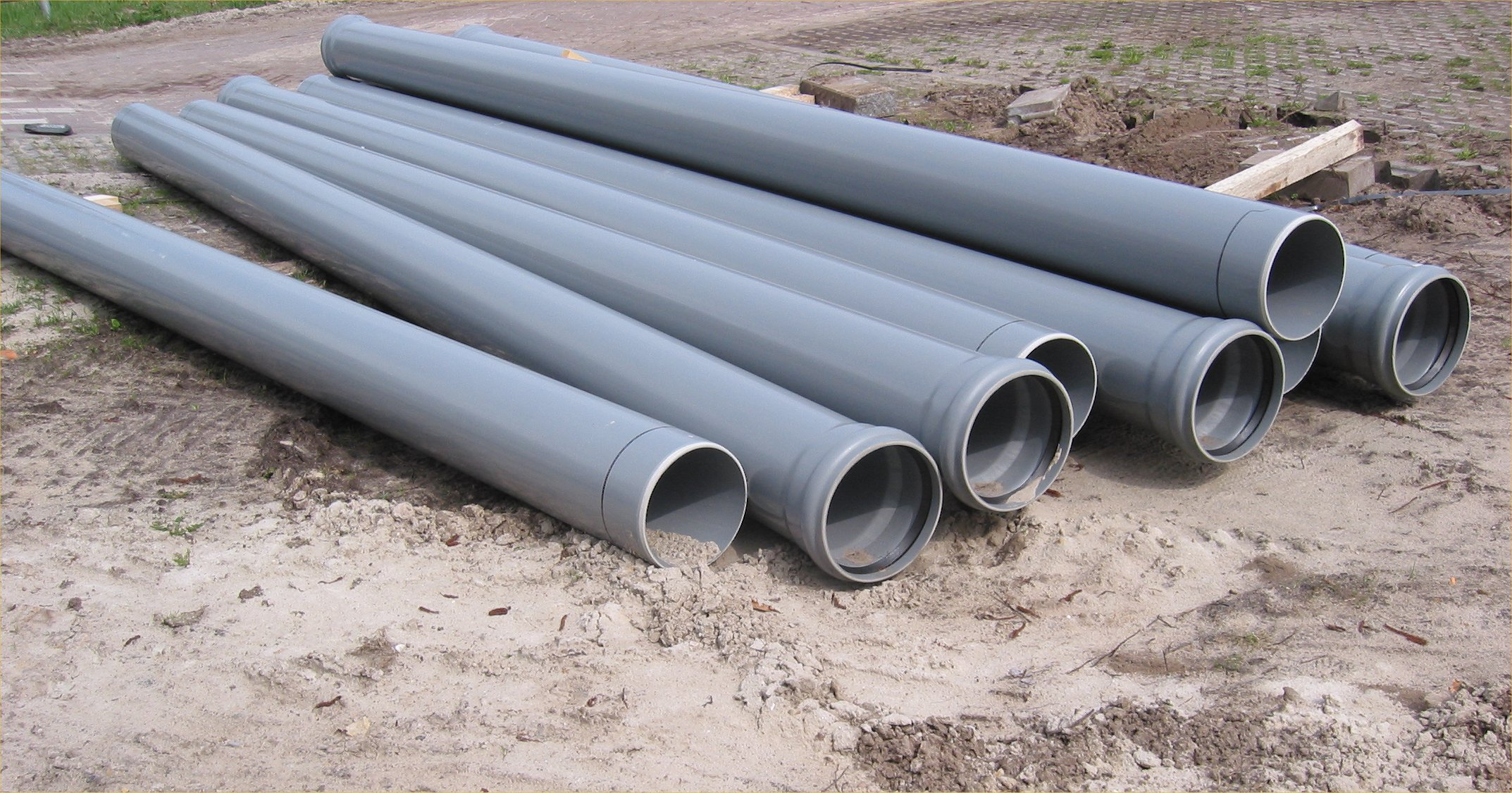
Plastové trubky pro stavbu stok

Stoková síť je soustava trubních rozvodů a dalších zařízení sloužících k odvádění odpadních vod z jednotlivých nemovitostí a z veřejného prostranství do městské čistírny odpadních vod, případně přímo do recipientu. Vystavěním prvních stokových sítí se předcházelo šíření infekčních nemocí jako byl mor a tyfus, které se ve městech vyskytovaly právě z důvodu hromadění odpadních vod a odpadků v ulicích.
Ačkoli stoková síť je pouze částí kanalizace, je všeobecně používáno pro stokovou síť právě označení „kanalizace“.
Kanalizace je provozně samostatný soubor staveb a zařízení zahrnující kanalizační stoky k odvádění odpadních vod a srážkových vod společně nebo odpadních vod samostatně a srážkových vod samostatně, kanalizační objekty, čistírny odpadních vod, jakož i stavby k čištění odpadních vod před jejich vypouštěním do kanalizace. Odvádí-li se odpadní voda a srážková voda společně, jedná se o jednotnou kanalizaci. Odvádí-li se odpadní voda samostatně a srážková voda také samostatně, jedná se o oddílnou kanalizaci. 
Definici kanalizace v Česku upravuje zákon č. 274/2001 Sb. o vodovodech a kanalizacích pro veřejnou potřebu (dále jen ZVaK). Kanalizace a její jednotlivé části (mimo přípojek), objekty na kanalizaci a čistírny odpadních vod jsou vodními díly podle vodního zákona č. 254/2001 Sb.

## Historie

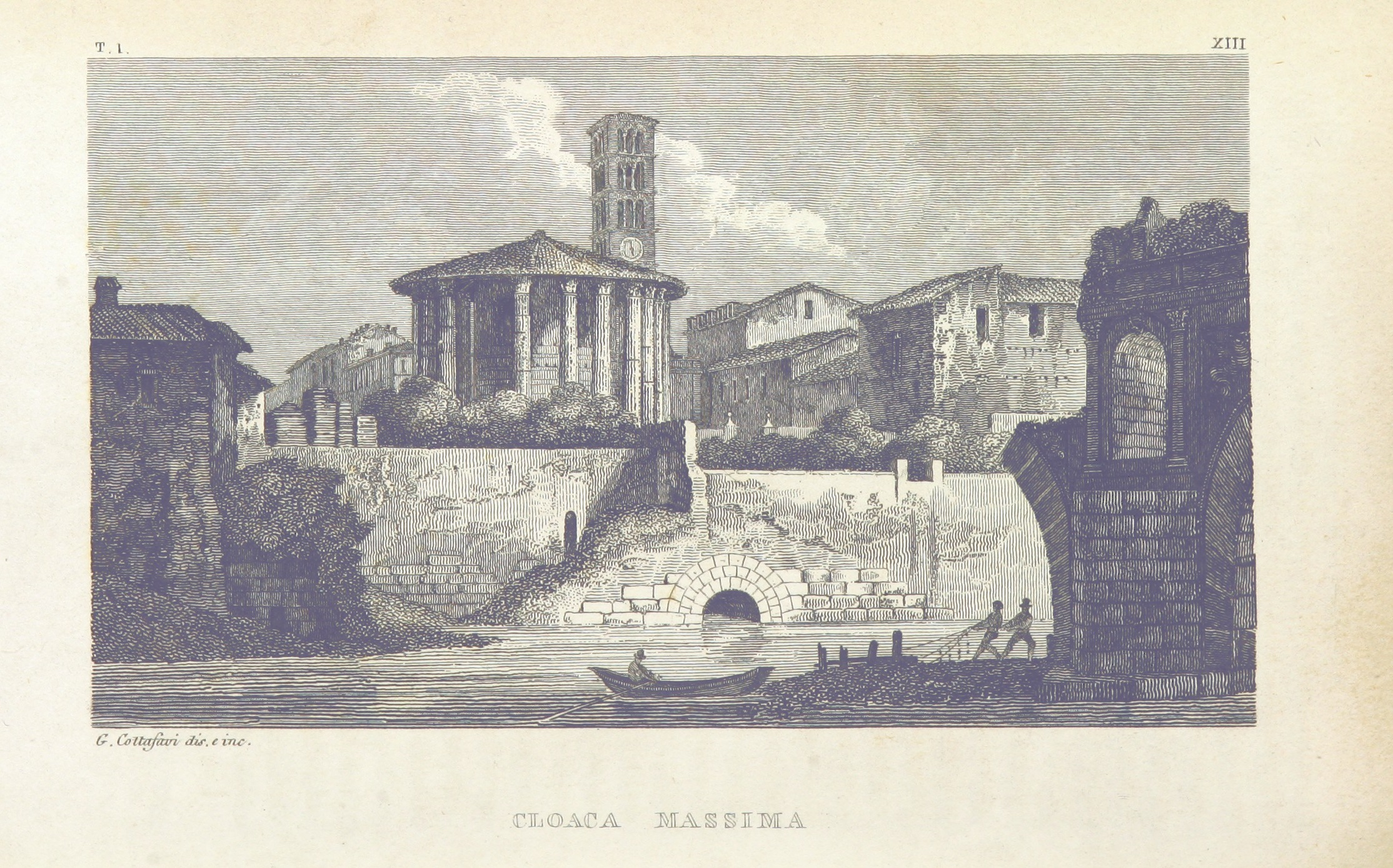
Vývod římské Cloacy Maximy do řeky

Jedním z nejstarších kanalizačních systémů byla Cloaca Maxima, neboli velká stoka v Římě. Její výstavba začala 600 let př. n. l. a jejím účelem bylo vysušit mokřiny a odvést odpad z města. Měla šířku 3 metry a výšku 4 metry.
Ve středu byly jako stoková síť používány především ulice a žumpy. Z hygienických i praktických důvodů pak začaly stokové systémy vznikat odděleně. V Praze bylo 44 kilometrů kanalizace vybudovány mezi lety 1816 až 1828. Kanalizace byla vyústěna do Vltavy 35 výpustěmi. 
V roce 1906 byla dokončena Stará čistírna odpadních vod v Praze-Bubenči. Tu v roce roce 1966 nahradila Ústřední čistírna odpadních vod na Císařském ostrově.

## Dělení

### Podle způsobu odvádění srážkových vod
- jednotná stoková síť – jediná stoka pro odvádění splašků i srážkové vody
- oddílná stoková síť – dva systémy, jedním odtéká splašková voda na čistírnu odpadních vod, druhým teče voda dešťová (z okapů a silnic), která se svádí do retenčních nádrží, tam dojde k sedimentaci nerozpuštěných látek, a voda se pak vypouští do recipientu. Stoková síť odvádějící pouze splaškové odpadní vody se označuje jako splašková kanalizace a síť odvádějící výhradně dešťové vody jako dešťová kanalizace.

### Podle hnací síly
- gravitační kanalizace – odpadní vodu pohání gravitační síla, je nutný dostatečný spád stoky (aspoň 0,5 %)
- kanalizace s nuceným pohybem vody – náročné na technické provedení, ale nezávislé na terénu
  - vakuová kanalizace – v síti je podtlak
  - tlaková kanalizace – v síti je přetlak

## Druhy
Jsou rozděleny na čtyři druhy, které se uplatňují dle místního terénu. Všechny tyto soustavy lze kombinovat a tak vytvářet ideální soustavu pro celé odkanalizovávané území.

### Úchytná soustava
Používá se ve větších městech, kde se terén mírně svažuje k většímu toku. Charakteristickým znakem je nábřežní stoka vedoucí podél vodního toku do městské čistírny odpadních vod.

### Pásmová soustava
Tato soustava se používá pro území, které se prudce svažuje k vodnímu toku. Je charakteristická vedlejšími sběrnicemi vedenými v různé výškové úrovni podél řeky a hlavním sběračem s velkým spádem.

### Vějířová (větevná) soustava
Využívá se pro odvodňování území bez většího vodního toku. Charakteristických znakem je kmenová stoka procházející přibližně půdorysným středem odvodňovaného území do kterého ústí hlavní sběrače jednotlivých větví.

### Dostředivá (radiální) soustava
Používá se hlavně v uzavřených kotlinách, zpravidla v kombinací s nějakou další soustavou. Voda se nejprve shromáždí v přečerpávací stanici, odkud poté je přečerpána výtlačným potrubím do výše položených stok, odkud je odváděna do čistírny odpadních vod.

## Stavební provedení
Všechny materiály používané na stokovou síť musí být trvanlivé, odolné vůči otěru, korozi, chemickým látkám, mikrobiálnímu působení. Musí být pevné a nepropustné (nežádoucí je prosakování odpadních vod do podzemí i průsaky podzemní vody do stoky).
- kamenina – díky glazuře vysoce odolná a trvanlivá, dříve těsněná pěchovaným konopným provazem, dnes však výrobci trouby osazují pryžovými těsnicími kroužky a snížili i křehkost tohoto tradičního materiálu.
- beton – dnes nejrozšířenější, buď se odlévá přímo na místě, nebo se spojují jednotlivé kusy. Často se vyvložkovává plasty.
- litina – jedná se o litinu tvárnou, používanou především pro vedení vody.
- čedič – je nejodolnější vůči otěru i chemickým látkám, používá se tavený čedič, který má oproti přírodnímu lámanému tvarovou přesnost.
- kanalizační cihly – tzv. zvonivky, pevné a křehké, z jedné strany glazované. Nevýhodou je, že občas vypadávají z klenby a snadno jimi prorůstá vegetace.
- plast – celoplastové se požívají pro menší profily, u větších se uplatňují jako výstelka.

U kanalizačních trub gravitačních stok se používají hrdlové spoje s těsnicím prvkem – pryžovým kroužkem.

### Druhy z hlediska průleznosti
- neprůlezné – lidem vstup zakázán, průměr do 80 cm
- průlezné – průměr 80–150 cm
- průchozí – průměr nad 150 cm

### Průřez

#### Kruhový profil
Kruhový profil se používá pro domovní přípojky a menší profily stok.

#### Vejčitý profil
Vejčitý profil (mnohdy také označován jako vídeňský vejčitý profil) se používá pro jednotnou kanalizaci. Dolní část je užší, má menší průtočnou plochu, a tak udržuje minimální rychlost proudění (aspoň 0,5 m/s). Při dešti se stoka zaplní celá, průtočná plocha se zvětší, což utlumí vzrůst průtočné rychlosti. Ta by nikdy neměla překročit maximální hodnotu (5–10 m/s dle materiálu). Dolní část stoky, tzv. žlábek, je nejvíc obrušovaná, proto se vykládá odolným materiálem, např. čedičem.
VVP se nejčastěji vyrábí z betonu, železobetonu, sklolaminátu (HOBAS) a v neposlední řadě také z kanalizačních cihel.
Betonové a železobetonové profily jsou v místech žlábku nejčastěji vykládány keramickými vložkami nebo čedičem kvůli menší drsnosti a také menší obrusovosti stoky. VVP z betonu, železobetonu nebo sklolaminátu se vyrábí jako tvarovky, které se většinou ukládají do písčitého lože.
Naopak stoky z kanalizačních cihel se stále zdí tradičním způsobem. Zděné stoky bývají nejčastěji dvou a tří pásové, po dokončení jsou ještě obetonovány. Tímto způsobem byly stoky vystavěny ve Vídni, Baku, Londýně a také v Praze.
Po stránce profilu a materiálu jsou původní stoky (kmenové stoky A a B) vejčitého profilu pražského normálu zděné z kanalizačních cihel v 10 třídách dle pražských normálií. Mimořádně se vyskytují i stoky větších profilů.
- I. třída - 60/110 cm
- II. třída - 70/125 cm
- III. třída - 80/143 cm
- IV. třída - 90/160 cm
- V. třída - 100/175 cm
- VI. třída - 110/187,5 cm
- VII. třída - 120/200 cm
- VIII. třída - 130/210 cm
- IX. třída - 140/220 cm
- X. třída - 150/230 cm

#### Tlamový profil
Tlamový profil se používá pro velké stoky (např. sběrné). Jeho horní část funguje jako mostní profil, tíha materiálu nad stokou se rozkládá do stran, takže zabraňuje zborcení stoky.

## Objekty stokové sítě
- vstupní (revizní) šachta

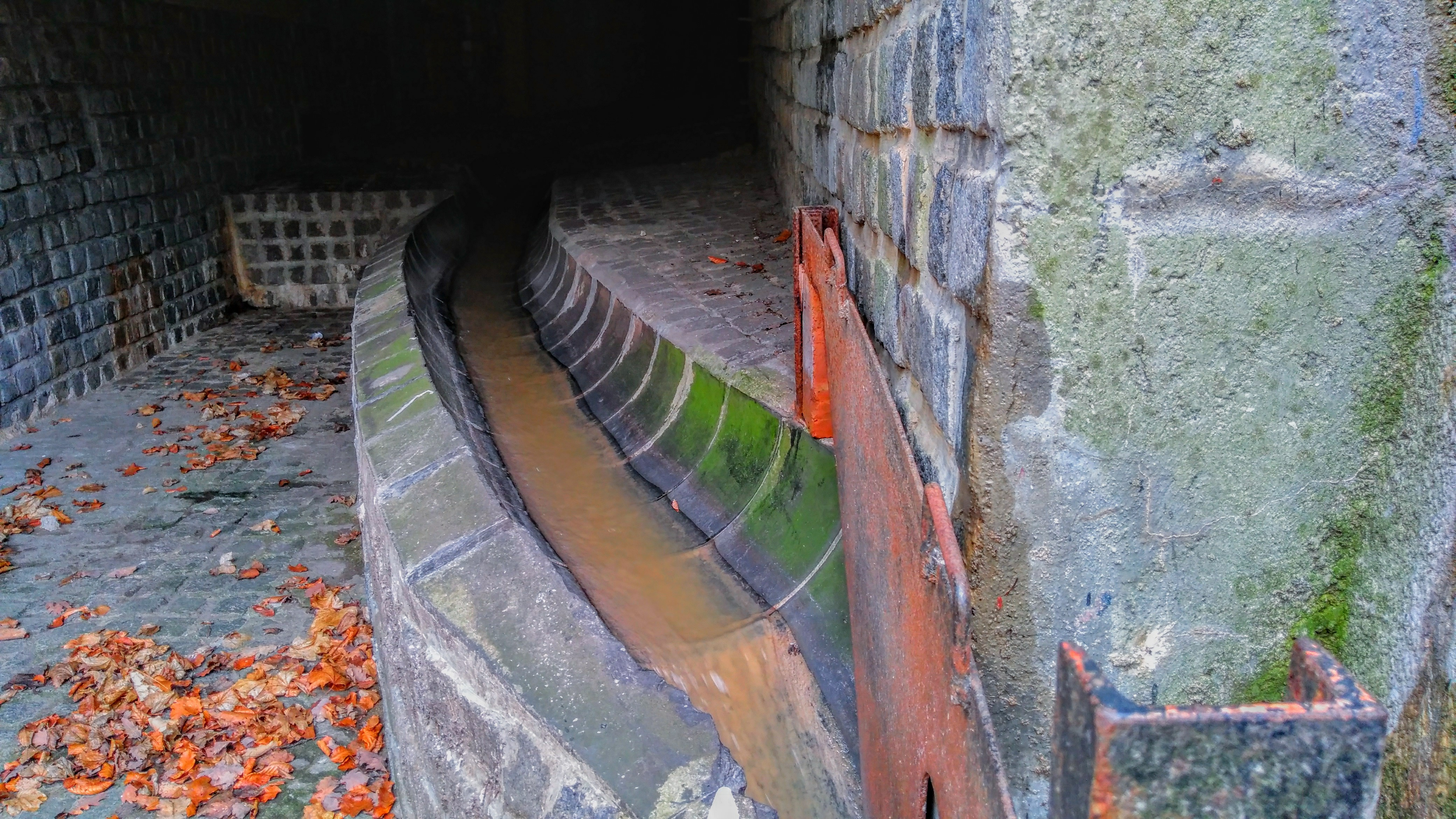
Odlehčení v Kohoutovicích, Brno.

- vpust (neodborně gule či gula, chybně lingvisticky vpusť, v běžné řeči se někdy chybně označuje slovem „kanál“)
- skluz (vodní dílo)
- spadiště
- shybka
- proplachovací šachta
- oddělovací komora (dříve odlehčovací komora)
- větrací šachta
- retenční nádrž

## Provozování
Užívání kanalizace se řídí kanalizačním řádem. Provoz kanalizace se řídí provozním řádem. Oba tyto řády vznikají při výstavbě stokové sítě a schvaluje je vodoprávní úřad.